# 実空間
実空間（じつくうかん、Real space）
1. 現実の空間、実在する空間のこと。
2. 成分が実数である実ベクトルによって構成される空間のこと。実数空間。

特に物性物理学では、単位格子ベクトルを用いて周期性を持つ結晶を表現することが多く、その単位格子ベクトルで構成される空間をいう。またその周期性を利用したほうが便利であるので、逆格子空間を用いる
実空間表示とは、座標で表示することである。